# Фредерик (Мэриленд)
Фредерик (англ. Frederick) — четвёртый по населению город в штате Мэриленд, США. Входит в состав округа Фредерик. Население 65 239 чел. (согласно переписи 2010 года). Занимает площадь 52,9 км².
В городе расположены Муниципальный Аэропорт Фредерика (FDK), функцией которого, является, в основном, обслуживание воздушного движения, а также объект Армии США Форт-Детрик, крупнейший работодатель в округе. Кроме того, в городе находятся штаб-квартиры компаний en:BP Solar, являющейся мировым лидером в производстве и инсталляции фотоэлектрических элементов и Вестерн Сервисес, одного из лидеров разработки симуляционного программного обеспечения.

## Города-побратимы
Фредерик является городом-побратимом для :
- Шифферштадт (нем. Schifferstadt), ФРГ
- Акирас (порт. Aquiraz), Бразилия